# Bertone Nuccio
La Bertone Nuccio est un concept car portant le nom du fils du créateur de la Carrozzeria Bertone, Nuccio Bertone (1914-1997), qui succéda à son père Giovanni en 1946. 
Conçue pour célébrer le centième anniversaire de l'entreprise, elle a été présentée pour la première fois au public lors du Salon international de l'automobile de Genève 2012. Contrairement à la Ferrari Enzo, due à Pininfarina, la Bertone Nuccio ne sera jamais être produite en série.

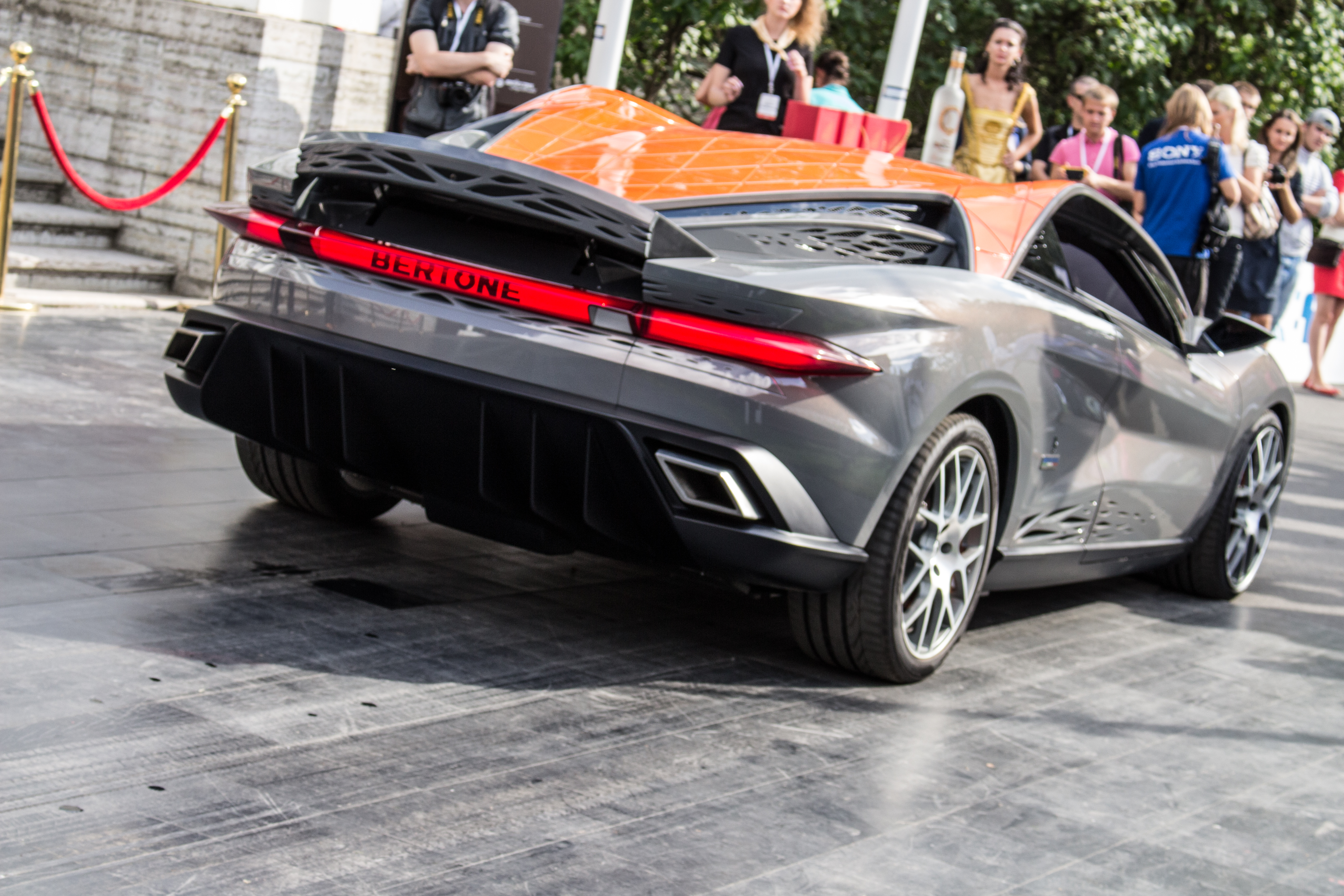
Bertone Nuccio vue arrière

## Motorisations
Bien que la Bertone Nuccio soit un concept-car d'exposition, comme souvent chez Bertone, le prototype roule et pourrait même être homologué si nécessaire.
La Bertone Nuccio bénéficie d'une mécanique sophistiquée provenant de Ferrari qui fournit un moteur V8 de 4,3 litres de cylindrée développant 483 Ch DIN.

## Le projet
Le système d'éclairage fait une large place à la technologie LED et présente un faisceau lumineux qui s'étend sur toute la largeur à l'avant et sous toute la longueur du spoiler arrière. Divisé en trois zones, celles en extrémité assurent les fonctions de phares avant comme sur tout véhicule, tandis que le troisième feu central fait fonction d'éclairage diurne mais signale que la voiture freine. Cette fonction a fait l'objet d'un brevet spécifique déposé par Bertone, et doit permettre aux piétons traversant une chaussée de se rendre compte si la voiture freine ou pas à leur approche.
Pour augmenter la sécurité des passagers, à l'intérieur de l'habitacle des éléments en aluminium viennent renforcer la structure. Le rétroviseur intérieur est replacé par une caméra et un écran LCD placé au centre du tableau de bord

## À voir aussi
- Carrozzeria Bertone